# Два отца и два сына
«Два отца́ и два сы́на» — российский комедийный телесериал (ситком). Рассказывает о жизни семьи, состоящей из трёх человек — дедушки, папы, внука (однако в 3 сезоне появляется ещё один сын).

## История создания
Планы на создание сериала возникли у телеканала СТС ещё в 2010 году. Под руководством режиссёра Александра Жигалкина был отснят пилот в жанре лирической комедии с Фёдором и Виктором Добронравовыми в главных ролях, однако он не устроил руководство канала по причине того, что они представляли сериал в виде ситкома. К идее впоследствии вернулись через два года, но уже с другой съёмочной группой.
Сценарии сериала изначально писали специально под Дмитрия Нагиева. На роль Виктора на кастинге первоначально пробовался Кирилл Нагиев — сын Дмитрия Нагиева, однако в итоге на эту роль был утверждён Максим Студеновский.
Съёмки первого сезона начались 10 мая 2013 года. Премьера состоялась на СТС 21 октября 2013 года.
В феврале 2014 года стартовали съёмки второго сезона, показ которого начался на СТС 12 мая 2014 года.
После второго сезона проект было решено завершить, но осенью 2015 года гендиректор СТС Эльмира Махмутова заявила о работе над третьим сезоном сериала. Его съёмки проходили с 3 января по 7 апреля 2016 года, а премьера состоялась на СТС 8 августа 2016 года.
По сюжету третьего сезона, Павел Гуров переезжает в новый загородный коттедж. Дом снимали не в павильоне, он был настоящий — коттедж арендовали на время съёмок у художницы в деревне Фоминское.
Заключительная 60-я серия вышла в эфир 7 сентября 2016 года. На четвёртый сезон сериал официально решили не продлевать, несмотря на надпись «Продолжение следует» в 60-й серии.

## Сюжет
Павел Гуров — звезда телесериалов «Майор Лавров», «Доктор Макаров», успешный актёр, состоятельный человек, а потому он может себе позволить проводить время в развлечениях. Однако всё меняется, когда к нему из Брянска приезжает сын Виктор, психолог (его Павел бросил 20 лет назад, уехав в Москву с целью стать актёром) с внуком Владом (которого Гуров вообще никогда не видел).
Виктор — неудачник и зануда. Из-за этого, а также из-за мечты о карьере актрисы от него ушла жена. Именно вслед за ней в Москву и приехал Виктор. Попытка восстановить семью не удалась, но обратно, в Брянск, возвращаться он всё-таки не захотел, а остался с сыном жить у Павла Гурова.
Ситуация усугубляется, когда из Брянска приезжает мать Виктора, беспринципная и властолюбивая женщина, бывшая жена Гурова. По нелепой случайности, Павел способствует её назначению в министерство образования.
В третьем сезоне Павел Гуров переезжает в загородный дом, а также узнаёт о том, что у него есть ещё один сын — Дима. В отличие от Вити, Дима унаследовал от отца такие качества, как предприимчивость и хитрость. Гуров теряет свою популярность — сериал «Майор Лавров», в котором он снимался, закрыли, а в новые достойные проекты его не спешат приглашать.

## В ролях

### Главные роли
- Дмитрий Нагиев — Павел Михайлович Гуров, актёр. В молодости пользовался успехом у женщин, однако к 50 годам оказался слегка забытым. Полностью стать забытым не даёт ему роль майора Лаврова в одноимённом сериале, рейтинги которого постоянно то падают, то возрастают. В 50 лет продолжает подкатывать к женщинам, но пользуется уже меньшим успехом. Поначалу был недоволен тем, что на пороге его дома внезапно появились сын и внук, однако со временем ему удалось выстроить хорошие семейные отношения с ними. (1—3 сезоны)
- Максим Студеновский — Виктор Павлович Тетерин, сын Павла Гурова, психолог. Несмотря на то, что оказывает людям психологическую помощь, зачастую сам в ней нуждается. В отличие от отца, однолюб, долгое время безуспешно пытался вернуть свою бывшую жену Аню. Во 2 сезоне, будучи школьным психологом, влюбился в Юлю, коллегу по работе. Однако в 40 серии к Виктору вернулась его жена, из-за чего отношения с Юлей у него так и не сложились. С Аней Виктор прожил недолго — вскоре она его выгнала из дома. (1—3 сезоны)
- Илья Костюков — Владислав Викторович Тетерин, сын Виктора, внук Павла Гурова. Умный, но в то же время имеет проблемы с учёбой. Несколько раз подвергался нападкам со стороны одноклассников, однако благодаря деду решает с ними проблемы. (1—3 сезоны)
- Сергей Чирков — Дмитрий Павлович, второй сын Павла Гурова, единокровный брат Виктора. 25 лет назад Павел Гуров приезжал в Рязань с гастролями, где соблазнил девушку Галину, и у неё родился сын Дима, о существовании которого Гуров узнал только спустя 25 лет. Дима приехал в Москву и два месяца еле сводил концы с концами, после чего познакомился с отцом и стал жить в его доме. Обладает предприимчивым и чересчур хитрым характером, из-за чего иногда попадает в неприятные ситуации. (3 сезон)
- Виктория Лукина — Анна Фёдоровна Тетерина, мать Влада, жена Виктора, начинающая актриса. Ушла от Виктора, желая сделать карьеру актрисы, не обладая актёрским талантом. Снималась в эпизодах сериала «Майор Лавров» вместе с Гуровым. Любит своего сына и постоянно беспокоится о нём. Во 2 сезоне выясняется, что она живёт со своим новым бойфрендом Янисом. В 40 серии Янис выгнал Аню из дома, и она вернулась к Вите, но вскоре вновь его бросила. В 3 сезоне помирилась с Янисом и собиралась уехать вместе с ним и с Владом в Латвию, однако, узнав, что Янис — бандит, рассталась с ним и осталась в Москве. (1—3 сезоны)
- Анна Якунина — Вера Владимировна Тетерина, мать Виктора, бабушка Влада, бывшая жена Гурова. Любит своего внука, считает, что его отец, мать и дед плохо его воспитывают. В 20 серии переезжает в Москву. Вскоре устраивается на работу в Департамент образования города Москвы. (1—2 сезоны)
- Алика Смехова — Маргарита Руфимовна Циберман, директор Павла Гурова. Беспокоится о Павле, ищет для него важные роли. Однако её планы часто проваливаются из-за сложного характера Павла. (1—3 сезоны)
- Галина Петрова — Кира Владимировна, режиссёр телесериала «Майор Лавров», в котором снимается Павел Гуров. (1—3 сезоны)
- Юлия Подозёрова — Юлия Петровна, школьный психолог. Возлюбленная Виктора Тетерина. (2 сезон)
- Анна Невская — Инга Витальевна Городец, соседка Павла Гурова, председатель актива жильцов, телеведущая. Не замужем, есть дочь Варя. (3 сезон)

### В эпизодах
- Сергей Стёпин — Геннадий Михайлович Еникеев, генерал-майор полиции, лучший друг Павла Гурова (1—3 сезоны)
- Николай Сахаров — режиссёр телесериала «Доктор Макаров», в котором снимается Павел Гуров (1—2 сезоны)
- Борис Эстрин — Эдуард Вячеславович Дудкин, директор гимназии, в которой учится Влад (1—2 сезоны)
- Наталья Унгард — Наталья Павловна, классный руководитель Влада (1—2 сезоны)
- Мария Беккер — Ванату, домработница в доме Павла Гурова (1—2 сезоны)
- Михаил Токмовцев — Данила («Пятак»), одноклассник Влада, хулиган (1—2 сезоны)
- Виктория Чернышёва — журналистка издания «Жёлтые страницы кино» (1 серия)
- Ангелина Притуманова — Виктория, стюардесса, любовница Павла Гурова (3 серия)
- Светлана Гера — Жанна, актриса (7 серия)
- Елена Мироненко — Ксения, клиентка Виктора / любовница Павла Гурова (8 серия)
- Валерия Жидкова — Елена, репетитор Влада по английскому языку (10 серия)
- Григорий Зельцер — Николай Неменов, режиссёр (11 серия)
- Иман Байсаева — Светлана Николаевна Неменова, дочь Николая Неменова (11 серия)
- Сергей Баталов — Фёдор Иванович Новиков, отец Ани, дедушка Влада, подполковник МВД (12 серия)
- Дмитрий Высоцкий — Степан Кандауров, одноклассник Виктора (13 серия)
- Сергей Волков — Евгений Брус, режиссёр и художник (16 серия)
- Алёна Ныркова — Марина Брус, жена Бруса, любовница Павла Гурова (16 серия)
- Сергей Неудачин — Алексей, актёр (17 серия)
- Надежда Иванова — Тамара, коллега Виктора и Юли по работе (2 сезон)
- Дарья Чаруша — Дарья, служащая налогового управления, любовница Павла Гурова (24 серия)
- Христина Сорокина — Нина, поклонница Павла (25 серия)
- Марина Вайнбранд — Алина, сотрудница центра избавления от алкогольной зависимости (29 серия)
- Дарья Любшина-Луран — Екатерина, аспирантка на кафедре психологии (30 серия)
- Оксана Мысина — Антонина Всеволодовна Махнач, учёный-психолог (30 серия)
- Данила Якушев — физрук (31 серия)
- Георгий Громов — Саид Тагирбаев, боксёр (33 серия)
- Светлана Степанковская — Татьяна, жена Саида, любовница Павла Гурова (33 серия)
- Иннокентий Тарабара — Вадим, муж Киры Владимировны (38 серия)
- Ксения Теплова — Надежда, актриса, любовница Павла Гурова (39 серия)
- Виктория Пьер-Мари — Саманта, домохозяйка в доме Павла Гурова (41, 42 серии)
- Владимир Довжик — Ефим, еврей, друг Павла Гурова (42 серия)
- Юлия Бурлова — Варвара, дочь Инги, подруга Влада (3 сезон)
- Наталья Гаранина — Галина, бывший член жюри премии «Гефест» (44 серия)
- Веста Буркот — Лика Орловская (45 серия)
- Валерия Чугунова — Софья (47 серия)
- Анна Карышева — Кандалова, соведущая Павла Гурова на фестивале (49 серия)
- Марина Гайзидорская — Алевтина, директор stand up шоу (51 серия)
- Константин Шелягин — комик stand up-шоу (51 серия)
- Валентина Овсянникова — Мария, бывшая однокурсница Виктора (51 серия)
- Екатерина Кабак — Яна Морозова, соведущая Павла Гурова в программе «На приёме у доктора Макарова» (52 серия)
- Дмитрий Попов — Янис, бойфренд Ани (53 серия)
- Екатерина Хомчук — Светлана Анатольевна Зверева, детский педиатр (54 серия)
- Елена Кондратьева — врач (54 серия)
- Елена Мелентьева — Наталья, подруга Инги (55 серия)
- Людмила Чурсина — Анжела Борисовна, мама Инги (57 серия)
- Татьяна Рыбинец — Валерия, любовница Димы (57 серия)
- Сергей Иванюк — муж Валерии (57 серия)
- Вадим и Дмитрий Смирновы — братья Ухтинские (58 серия)
- Юлия Франц — Олеся Витальевна Городец, сестра Инги (59 серия)

### Камео
- Денис Клявер — певец на корпоративе (20)
- Маргарита Суханкина — певица на корпоративе (20)
- Кирилл Андреев — исполнитель роли напарника Гурова в сериале «Майор Лавров» (31)
- Лигалайз — певец на дне рождения у друга Влада (44)

## Эпизоды
| Сезон | Сезон | Серии | Период трансляции           |
| ----- | ----- | ----- | --------------------------- |
|       | 1     | 20    | 21 октября — 25 ноября 2013 |
|       | 2     | 20    | 12 мая — 10 июня 2014       |
|       | 3     | 20    | 8 августа — 7 сентября 2016 |

## Список эпизодов

### Сезон 1 (2013)
| № серии | Описание серии | Премьера   |
| ------- | --- | ---------- |
| 1       | Павел Гуров — успешный актёр, проживающий жизнь для собственного удовольствия. Но однажды, этой идиллии приходит конец — к Павлу приезжает сын, Виктор, которого он бросил 20 лет назад, а с ним и внук, Влад, которого Павел до этого никогда не видел. У Виктора есть цель — вернуть домой в Брянск жену, которая сбежала от него в поисках лучшей жизни. Он думает, что справится с этим за несколько дней, но этого не происходит. Виктор понимает, что должен ехать обратно в Брянск. Но в силу обстоятельств Виктор с Владом остаются жить у Павла. | 21.10.2013 |
| 2       | У Павла есть директор, Маргарита, которая уже 12 лет работает с ним. Новообретённые родственники Павла, встретившись с ней, ошибочно приняли её за вторую половину отца и деда. Павел решил этим воспользоваться. | 22.10.2013 |
| 3       | От семьи не стоит скрывать правду, ведь в любом случае всё выяснится рано или поздно. Так случилось с ручной крысой, которую Влад скрывает от папы и дедушки. Правда, не только Владик оказался обманщиком. | 23.10.2013 |
| 4       | Павла уже достали его бедные родственники, из-за этого он начал сбиваться на съёмках сериала. Маргарита предлагает Павлу снять квартиру для сына и внука. Тем временем Витя решил, что Владу не хватает материнской ласки и пошёл к Ане. | 24.10.2013 |
| 5       | Виктор, войдя в квартиру отца, наблюдает жуткую картину: полный бардак, остатки ужина на столе, разбросанные вещи и Павел спит на диване. Витя с ужасом будит отца, и напоминает, что Павел должен был помочь устроить Влада в элитную гимназию. | 28.10.2013 |
| 6       | Павла Гурова пригласили сниматься на роль Гагарина, но из-за возраста Павел не подходит для этой роли, он слишком стар. А вот внук Павла Влад — наоборот, хочет казаться старше своих 10 лет. Дело в том, что ему понравилась девочка, которая старше Влада на 2 года. | 29.10.2013 |
| 7       | Павел с Виктором пытаются покорить сердца своих любимых женщин. Методы у них разные: Виктор, чтобы вернуть Анну приглашает её в кино, а Павел использует свой проверенный метод. | 30.10.2013 |
| 8       | Витя работает психологом. Он решил принимать клиентов в квартире своего отца. Павел случайно встретил клиентку сына и, воспользовавшись моментом, затащил её в постель. А поплатился за это Витя, получив в глаз от ревнивого мужа. Владик тоже пришёл из школы с подбитым глазом. | 31.10.2013 |
| 9       | Павел Гуров после очередной ночной попойки на съёмках сериала «Доктор Макаров» не смог выговорить сложное название тяжёлого неизлечимого заболевания сердца. Из-за этого Павел повздорил с режиссёром. | 5.11.2013  |
| 10      | Павлу и Владу понравилась одна и та же женщина — репетитор по английскому языку, которую Павел нанял для Влада. Мужчины приглашают даму в ресторан, но там девушка знакомит кавалеров со своим женихом. А Витя записался на курс по биоэнергетике и ему понравилась тренер этого курса. | 6.11.2013  |
| 11      | Владик подрался с девочкой и Виктора вызвали в школу. Но пошёл туда Павел. Оказалось, что та девочка — дочь известного режиссёра Николая Неменова, у которого мечтал сняться Павел. | 7.11.2013  |
| 12      | Аня сделала Вите необычное предложение — снова стать семьёй. Но Витя рано обрадовался! Это всё из-за приезда Аниного отца Фёдора Ивановича, которому Аня так и не сказала, что они с мужем расстались. Владик очень обрадовался приезду дедушки, но этим вызвал ревность у Павла. | 11.11.2013 |
| 13      | Павел Гуров заинтересовался новой учительницей Влада, которая заменяла болеющую математичку. Через Владика Павел отправил цветы и предложение встретиться, но всё это попало в руки учительницы, которая вышла с больничного. Когда Гуров пришёл на свидание, то, что он увидел, стало для него неприятным сюрпризом. Тем временем Витя встретился со своим одноклассником из Брянска. | 12.11.2013 |
| 14      | Владик заболел, у него высокая температура. Аня находится рядом с сыном. Витя видит в этом выгоду и просит Влада поболеть подольше. В это время режиссёр предлагает Павлу опять привлечь Влада к съёмкам. Гуров, пообещав купить Владу велосипед, забирает внука на съёмки без разрешения Вити. | 13.11.2013 |
| 15      | Виктор устроился на работу школьным психологом. Он попросил у директора школы разрешения на пользование Интернетом и попутно решил наблюдать за Владом, который остался сидеть с дедушкой. Витя общался с сыном в соцсети со страницы 12-летней девочки. Узнав об этой переписке, директор школы, всё неправильно поняв, вызвал полицию. Так из-за чрезмерной опеки над сыном Витя чуть не был арестован, как педофил. | 14.11.2013 |
| 16      | Павел Гуров, чтобы получить главную роль у одного известного режиссёра Евгения Брусса, который кроме основной деятельности занимается ещё и искусством, учит названия его инсталляций. Павел очень понравился жене ревнивого Брусса, который не потерпит интрижек на съёмочной площадке. | 18.11.2013 |
| 17      | Владик просит деньги на карманные расходы у папы, а у Вити они закончились и он решил напомнить сыну о его успеваемости в школе, но Павел дал внуку нужную сумму. Тут Витя задумался о поиске работы и устроился парковщиком на платную автостоянку в доме, где живёт Павел. | 19.11.2013 |
| 18      | У Павла пропали деньги — гонорар за последнюю работу. Он подозревает всех подряд и, занявшись расследованием, совсем забывает о депрессии, в которую он впал из-за наступления 25-летия его актёрской деятельности. В ходе расследования Павел случайно портит переговоры Маргариты с известным режиссёром. Ещё Гуров узнаёт тайну его домработницы-филиппинки, которая оказалась киргизкой. | 20.11.2013 |
| 19      | Марго настаивает на скандал в прессе, чтобы продлить контракт в сериале «Майор Лавров». Павел с внуком поспорил, что Влад не сможет промолчать целую неделю. Выгода для Владика в этом есть — он заставил этим помириться своих родителей и не получил двойку за невыученный урок. | 21.11.2013 |
| 20      | У Владика скоро день рождения. Его 10-летие совпало с 10-летием Сиб-Газ-Банка. А ведущим на вечеринку по этому поводу пригласили Павла. Он не отказался, поэтому перенёс праздник внука на следующий день. Но на праздник из Брянска приезжает бабушка Влада, из-за этого пришлось провести семейный праздник в том же ресторане, где проходил корпоратив. Гурову довелось хорошенько побегать, чтобы всё успеть. Мама Вити решила остаться жить с Владиком в Москве.                                                                                     | 25.11.2013 |

### Сезон 2 (2014)
| № серии | Описание серии | Премьера    |
| ------- | --- | ----------- |
| 1 (21)  | Гуров вспоминает вчерашнее, и думает что Вера, мать Вити, перебрала с шампанским, и сказала лишнего, однако это не так. Витя говорит отцу, что он пригласил её переночевать, и немножко погостить… Оказывается, Вера хочет устроиться работать в Москве. Но её не взяли, однако она не опускает руки и вскоре устраивается на работу в Московский Департамент образования.                                                                                             | 12.05.2014  |
| 2 (22)  | Гуров занят на съёмках: он снимается в одном эпизоде в окружении девушек в купальниках. Но он обещал ещё провести и мероприятие в Московском Департаменте образования. Павел просит Марго сказать его бывшей жене, что он болен и не сможет прийти на это мероприятие. Вера решила теперь приходить в гости к сыну и внуку чаще. | 12.05.2014  |
| 3 (23)  | Вера дарит всем подарки, и слово за слово, предложила Владу и Вите переехать к ней. Однако, они отказываются. Из-за нервного срыва Вера попадает в больницу. Гуров утверждает, что Вера тем самым хочет «завлечь» Витю и Влада к себе в дом. | 13.05.2014  |
| 4 (24)  | Витя устраивается на работу. Не читая объявление до конца, он идёт на собеседование. Оказывается, теперь он будет работать собачьим психологом. У Павла заморозили все счета на картах. | 14.05.2014  |
| 5 (25)  | Витя хочет вернуть Аню. Гуров говорит сыну, что надо избавиться от обручального кольца. Павел примерил Витино кольцо и оно застревает на пальце Гурова. | 15.08.2014  |
| 6 (26)  | Вере предложили должность помощника депутата в Московском Департаменте. Гуров номинирован на премию «Человек года». Чтобы победить на конкурсе, Марго организовывает съёмки программы «Пока все у очага» о семье Павла Гурова. Витя, тем временем, знакомится с девушкой. Потом выясняется, что эта девушка — корреспондент газеты. На свиданиях с Витей она узнаёт многое о его отце и печатает всю полученную информацию в газету.                                   | 19.05.2014  |
| 7 (27)  | Витя отдал Владика в продлёнку. В первый же день Влад познакомился с Юлей. Витя опять пытается устроиться на работу психологом. Выясняется, что эта Юля — соперник Вити на должность психолога. | 20.05.2014  |
| 8 (28)  | Павла пригласили на выставку картин. Витя с Юлей конфликтуют из-за вопроса, кто из них лучший психолог. Директор гимназии даёт Вите и Юле задание: организовать субботник. | 21.05.2014  |
| 9 (29)  | Витя стал заниматься йогой. Она помогает ему не думать об Ане, правда только до тех пор, пока Витя не узнаёт, что у Ани появился молодой человек. Гуров в ресторане своим разговором про йогу заинтересовал девушку, которая работает в центре лечения от алкоголя. | 22.05.2014  |
| 10 (30) | Витя и Павел спорят, сможет ли Витя познакомиться с девушкой под видом Павла, а Павел под видом Вити. | 26.05.2014  |
| 11 (31) | Гуров узнаёт, что в сериале «Майор Лавров» у его персонажа появляется напарник, которого играет солист группы «Иванушки International», Кирилл. Павла это не очень радует. В школу, где работает Витя, пришёл работать новый физрук, который пристаёт к Юле. | 27 мая 2014 |
| 12 (32) | Витя решил, что сам будет покупать продукты за свои деньги, однако тратить деньги он собирается ещё и на Юлю. Гуров «в восторге» — его пищевой рацион теперь кардинально изменится. По просьбе Павла, директор гимназии даёт Вите премию — 30 тысяч рублей. Из-за справки о беременности, лежащей на столе у Юли, Витя увольняется из школы. | 28.05.2014  |
| 13 (33) | Павел находится на корпоративе по случаю начала нового сезона сериала «Майор Лавров». Утром он просыпается в постели с женой чемпиона боёв без правил. | 29.05.2014  |
| 14 (34) | Гуров хочет, чтобы про его квартиру напечатали статью в журнале, что сможет поднять его гонорары. И ради этого он готов пойти на всё. | 2.06.2014   |
| 15 (35) | Чтобы избежать встречи с генералом, который очень любит выпить, Гуров ведёт внука на аттракционы. Теперь выслушивать Еникеева придётся Вите. Правда, вскоре Витя извлекает из этого пользу — он становится личным психологом генерала. Павел пытается понравиться охраннице развлекательного центра. | 3.06.2014   |
| 16 (36) | Витя пытается забыть про Юлю, но у него ничего не получается. Позже он узнаёт, что генерал Еникеев влюбился в женщину, которая выглядит намного старше его. Витя не может понять, что он в ней нашёл и обращается к Павлу. Тем временем Павел придумал историю про тройку по русскому языку у Влада и пригласил Юлю к себе домой, чтобы она позанималась с Владом, и чтобы Витя не забывал про неё. Вскоре Витя узнаёт, что справка о беременности Юли была подделкой. | 4.06.2014   |
| 17 (37) | В школе Владу понравилась одна девочка. Павел узнаёт, что мать той девочки — девушка, с которой Павел закрутил роман 9 лет назад. Девочке тоже 9 лет. Неужели она дочь Павла? | 5.06.2014   |
| 18 (38) | После публикации интервью Павла в журнале у Гурова возникают проблемы с режиссёршей сериала и её мужем. Витя просит Влада написать диктант по русскому языку на двойку, чтобы Юля продолжила заниматься с Владом репетиторством. | 9.06.2014   |
| 19 (39) | Павел репетирует эротическую сценку со своей новой пассией. К генералу Еникееву приходит комиссия с проверкой, и Вите надо маскироваться под военного. Юля, увидев Витю, принимает его за настоящего военного, и они с Витей идут в ресторан. | 10.06.2014  |
| 20 (40) | Влад случайно раздавил своего домашнего питомца. Гуров пытается с помощью Веры устроить внука режиссёрши в детский сад. Витя, вернувшись от Юли, застаёт в подъезде Аню, от которой ушёл парень. | 10.06.2014  |

### Сезон 3 (2016)
| № серии | Описание серии | Премьера   |
| ------- | --- | ---------- |
| 1 (41)  | У Павла Гурова глобальные проблемы: сериал «Майор Лавров», в котором он играет главную роль, закрывают. Продюсер, ссылаясь на то, что Гуров — «отработанный материал», отказывает ему в новой роли. Да ещё вдобавок, Павлу сообщают по телефону, что его сына похитили…                          | 8.08.2016  |
| 2 (42)  | Гуров давно не может погасить долг своему другу. В итоге Павлу приходится иметь дело с коллекторами. Дима, чтобы остаться жить в доме Гурова, решает действовать через своего сводного брата — Виктора.                                                                                          | 8.08.2016  |
| 3 (43)  | Гуров неправильно паркует свой автомобиль — это и становится причиной его конфликта с соседкой Ингой. Витя и Дима соревнуются в том, кто из них больше заработает денег. | 9.08.2016  |
| 4 (44)  | Гуров борется за престижную премию «Гефест», в которой он представлен в номинации «Лучший актёр», а Диме удаётся устроить для сына олигарха концерт знаменитого рэпера, но не совсем честным путём.                                                                                              | 10.08.2016 |
| 5 (45)  | Павел Гуров, чтобы вернуть себе популярность, а заодно и получить работу, вынужден использовать дешёвый пиар: он разыгрывает отношения с одной довольно знаменитой особой. Тем временем, пока отца нет дома, Дима превращает дом в съёмочную площадку, причём снимают здесь «кино для взрослых». | 11.08.2016 |
| 6 (46)  | Марго нашла для Гурова работу — съёмки в ролике, прославляющем российскую армию. Однако, Павел отказывается, но вскоре получает повестку на сборы в военкомат. А разбитый Владом горшок с цветком и враньё Димы приводят к множеству недоразумений.                                              | 15.08.2016 |
| 7 (47)  | Павел и Дима спорят по поводу того, кого из них женщины любят больше. В итоге спор выливается в нешуточную борьбу за одну девушку. | 16.08.2016 |
| 8 (48)  | Павел Гуров пробует себя в музыке и записывает песню в жанре шансон. А Дима, пытаясь получить лёгкие деньги, пускается в очередную авантюру. | 17.08.2016 |
| 9 (49)  | Гурову предложили стать ведущим популярного фестиваля. Проблема в том, что его соведущей будет девушка, над которой он когда-то не очень удачно подшутил. А Дима решает подзаработать таксованием, однако первые же пассажиры приносят неприятности.                                             | 18.08.2016 |
| 10 (50) | Гуров ссорится с Марго и отказывается от её услуг директора. Дима пытается извлечь собственную выгоду из этой ситуации. А шутка Влада может поставить его отца в неприятное положение. | 22.08.2016 |
| 11 (51) | Гуров принял участие в съёмке stand up-шоу, где ведущий отпустил в адрес Павла пару оскорбительных шуток. А у Виктора наконец-то появилась девушка — он идёт на свидание с бывшей однокурсницей.                                                                                                 | 23.08.2016 |
| 12 (52) | Гуров будет вести программу о здоровье, причём не один, а с очень симпатичной соведущей. Однако Павел должен постараться даже и не думать о сексе с ней, ведь эта девушка — дочка лучшей подруги Марго. Тем временем Дима отправляется на собрание жильцов посёлка.                              | 24.08.2016 |
| 13 (53) | Аня, бывшая жена Вити, собирается навсегда уехать со своим бойфрендом Янисом в Латвию, при этом она хочет забрать Влада с собой. Павел, Витя и Дима придумывают грандиозный план, как оставить Влада в Москве.                                                                                   | 25.08.2016 |
| 14 (54) | Гуров использует машину скорой помощи в качестве такси. Об этом узнаёт его соседка-телеведущая и пытается снять репортаж. Дима, чтобы познакомиться с новым педиатром, заставляет Владика симулировать болезнь.                                                                                  | 29.08.2016 |
| 15 (55) | Гуров, недовольный счётом за электричество, вступает в очередной конфликт с инициативной соседкой. Тем временем сыновья Гурова разыскивают машину отца, которая пропала в результате пьянства Димы.                                                                                              | 30.08.2016 |
| 16 (56) | Дима предложил брату сходить в клуб. А Гуров попробует себя в качестве ведущего утренней передачи, причём его соведущей будет ненавистная соседка по посёлку Инга. | 31.08.2016 |
| 17 (57) | Дима познакомился с очередной девушкой. Уединившись с ней у неё дома, он обнаруживает, что девушка живёт не одна, а с мужем. Тем временем Гуров зашёл к соседке Инге и застал там её маму — фанатку сериалов Павла Гурова. Павел решает воспользоваться этой ситуацией.                          | 1.09.2016  |
| 18 (58) | Витя и Дима борются за внимание Влада. А Гуров принимает предложение провести корпоратив, однако эта работа оказывается для Павла не совсем безопасной. | 5.09.2016  |
| 19 (59) | Павел просыпается утром в доме Инги… Тем временем, Дима находит новый источник доходов — он решает продать какую-нибудь ценную, но ненужную вещь из дома отца. | 6.09.2016  |
| 20 (60) | По совету подруги Владик применяет метод манипуляции над дедом. А Дима организовывает себе и Виктору поездку в Санкт-Петербург. | 7.09.2016  |

## Музыка в сериале
| W.K.               | Любовь (используется в титрах) |
| Пицца              | Пятница                        |
| Серебряная свадьба | Я жизнь люблю…                 |
| L-Tune             | I Say                          |
|                    | Где ты                         |
|                    | Daddy                          |
| 2ва Самолёта       | Подруга подкинула проблем      |
| Мираж              | Музыка нас связала (20 серия)  |
| Денис Клявер       | Не такая как все (20 серия)    |
| Лигалайз           | Караван (44 серия)             |
| Челси              | Самая любимая (59 серия)       |

## Факты
- В 1—2 сезонах Дмитрий Нагиев снимался в парике (такой подход объяснялся тем, чтобы актёр ушёл от своего классического амплуа, к тому же седой парик делал героя Нагиева старше). Татуировки Дмитрия Нагиева хорошо вписались в образ его персонажа, поэтому режиссёр решил никак не маскировать их. А вот серёжки Нагиеву пришлось вынуть из ушей[11]. В 3 сезоне Нагиев снялся без парика[12].
- В сериале есть черты псевдодокументального фильма, когда действие ненадолго останавливается, чтобы герои могли высказать то, что думают в настоящий момент. Подобное было использовано в сериале «Реальные пацаны».

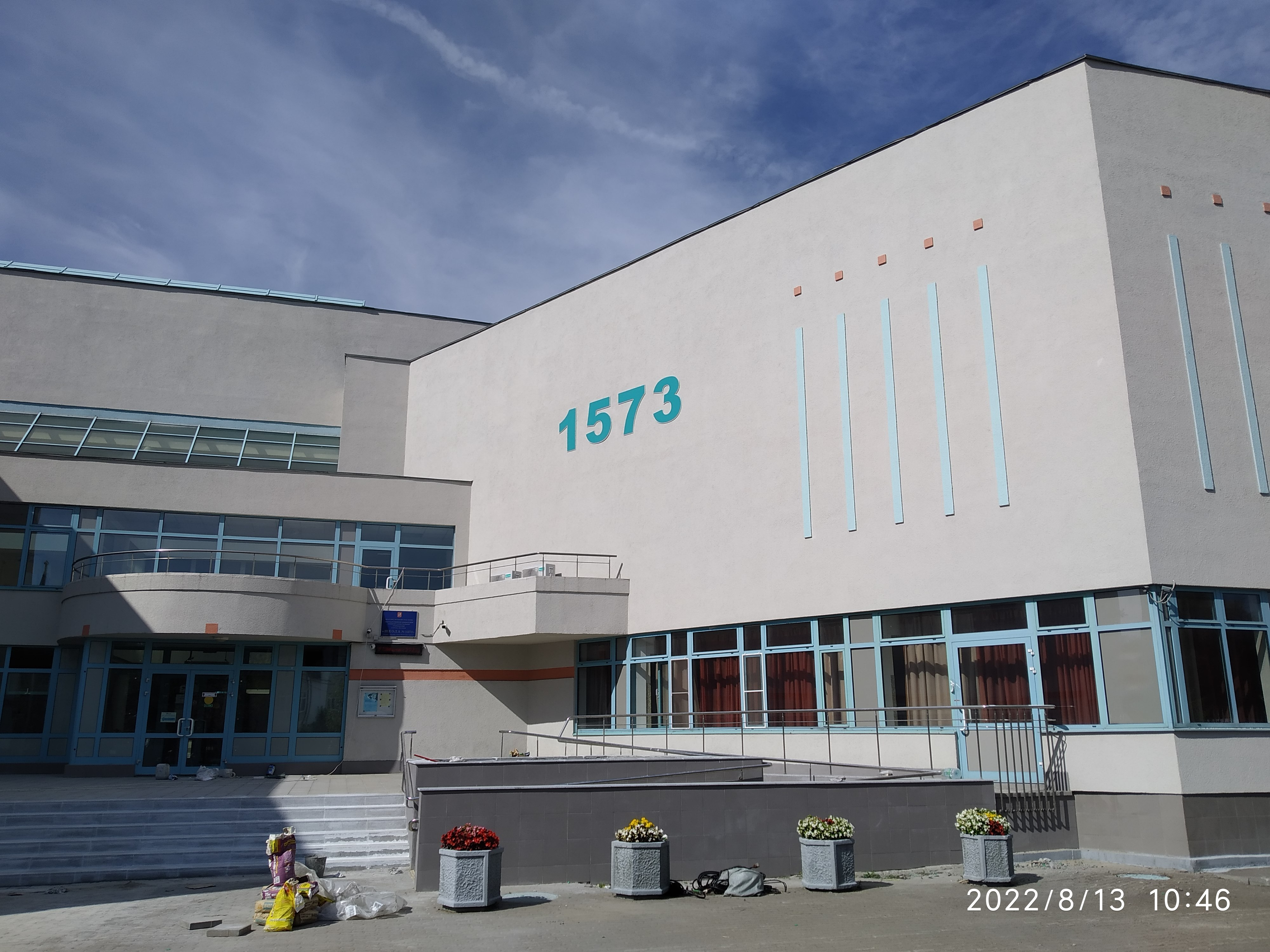
Гимназия (ныне школа 1573)

- Гимназия, в которой учится Влад, реально существующая гимназия в московском районе Лианозово.
- Герой Дмитрия Нагиева, Павел Гуров, в 1—2 сезонах жил в пентхаусе жилого комплекса «Континенталь»[13] по адресу: г. Москва, проспект Маршала Жукова, д. 78, с видом на Живописный мост и Серебряный Бор.
- В 19 серии Павел Гуров сказал Марго: «Чего ты так радуешься? Как будто меня шоу „Голос“ позвали вести». Шоу «Голос» вёл исполнитель роли Гурова Дмитрий Нагиев[14].
- В 34 серии Гуров произносит фразу «Чики-брики, чик-чирик», что является репликой героя Дмитрия Нагиева, алкоголика Степана, из сериала «Осторожно, модерн! 2» (также использовалась в телесериале «Кухня»)[15].